# Schloss Haarbach

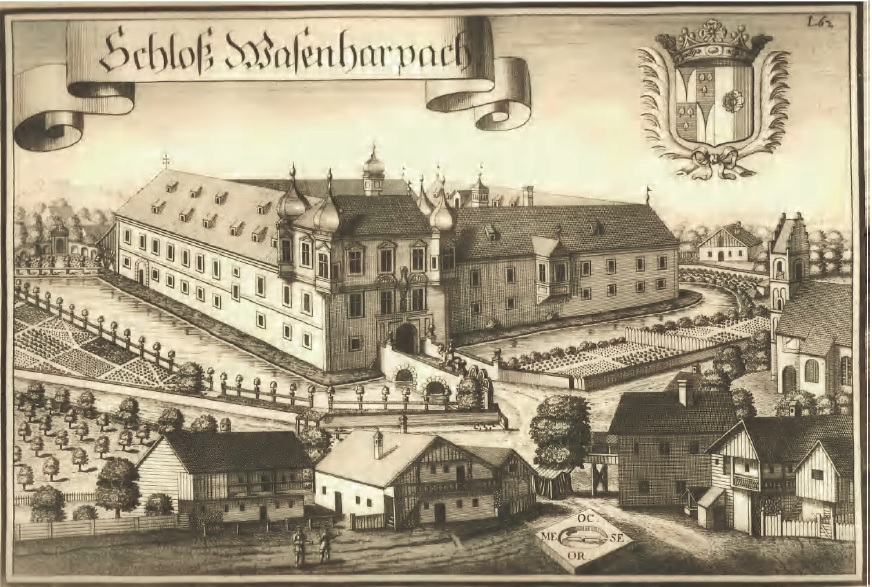
Schloss Wasenharpach auf einem Stich von Michael Wening von 1710

Das Schloss Haarbach im gleichnamigen Ortsteil der Stadt Vilsbiburg im Landkreis Landshut in Niederbayern war ein Hofmarkschloss, welches durch einen Brand im Jahr 1955 endgültig zerstört wurde. Es ist in die bayerische Denkmalliste als Bodendenkmal mit der Nummer D-2-7539-0164 eingetragen.

## Geschichte
Die ersten urkundlichen Erwähnungen Haarbachs gehen auf das letzte Drittel des 10. Jahrhunderts zurück. Insbesondere ist das Jahr 980 erwähnenswert, als der Besitz Haarbach nach dem Tod des letzten Grafen von Geisenhausen an das Domstift Augsburg überging. Haarbach war Stammsitz der Edlen zu Haarbach, die bis in die zweite Hälfte des 13. Jahrhunderts vom Domstift mit der Grafschaft Geisenhausen belehnt waren. Im Jahr 1268 heiratete Heinrich von Haarbach, der Letzte seines Geschlechtes, die Gräfin Kunigunde von Hals, sodass Haarbach 1276 in den Besitz der Grafen von Hals überging. Um deren Erbe wiederum stritten sich Mitte des 14. Jahrhunderts die Grafen von Ortenburg und Leuchtenberg. Am 2. Januar 1393 wurde Haarbach von Ersteren schließlich um 10.000 Gulden an die Herzöge Friedrich und Heinrich von Bayern-Landshut veräußert, sodass der herrschaftliche Besitz in eine Hofmark umgewandelt wurde.
Im Jahr 1402 wurde die Hofmark wurde dem Adelsgeschlecht Hackh gekauft, die von Haarbach aus die Verwaltung der Grafschaft Geisenhausen besorgten. Wolfgang Hackh stiftete 1510 die heutige Kirche Haarbachs, einen spätgotischen Saalbau, der dem Heiligen Michael geweiht ist. Ein kunstvolles Epitaph in der ehemaligen Schlosskirche erinnert noch heute an den Stifter. Augustin, der letzte Vertreter der Hackh, veräußerte am 12. April 1589 die Hofmark an den Rentmeister Stephan Schleich zu Achdorf, der fünf Jahre später auch den Sitz Vilssöhl erwarb. Stephan Schleich nahm zugleich sein Amt als Rentmeister in Landshut sowie das des Pflegers von Geisenhausen wahr. Er starb am 25. Februar 1510 und wurde bei St. Martin in Landshut begraben. Die folgenden fünf Generationen der Herren von Haarbach wurden dagegen alle in der örtlichen Kirche begraben. Darunter ist auch Ferdinand Pongraz Schleich, der 1689 Vilssöhl wieder verkaufte und in den Folgejahren Schloss Haarbach neu errichtete. Dieser Neubau ist auch auf dem Kupferstich von Michael Wening aus dem Jahr 1710 zu sehen.
Die letzten Vertreter der Adelsfamilie Schleich waren die Brüder Ferdinand und Franz Xaver, die das Schloss am 5. Februar 1817 an den gebürtigen Münchner Joseph von Edlinger verkauften, der zuvor Landrichter von Wegscheid und zu diesem Zeitpunkt Geschichtsschreiber von Griesbach war. Die Familie Edlinger behielt das Schloss auch nach der staatlichen Neuordnung und der damit einhergehenden Auflösung der Hofmark zum 31. Dezember 1819. Im Deutsch-Französischen Krieg 1870/71 durfte der damalige Schlossbesitzer Alexander von Edlinger, Regierungsregistrator in Landshut, verwundete Deutsche unterbringen. Am 25. April 1874 verkaufte er das Landgut Haarbach an den Pächter des seit Langem bestehenden Brauhauses, Peter Prenninger. Dieser betrieb eine beliebte Schlosswirtschaft mit Brauerei und Landwirtschaft. Das Brauhaus wurde allerdings im Jahr 1916 aufgegeben. Am 12. August 1955 brannten die noch bestehenden Reste des Schlosses völlig nieder. Zum Ende des Jahres 1955 wurde der Gasthof wieder aufgebaut.

## Beschreibung
Die früheste Beschreibung des Schlosses stammt aus dem Jahr 1587, also kurz bevor das Schloss in den Besitz der Adelsfamilie Schleich überging. Vermutlich wurde das Schloss im Dreißigjährigen Krieg zerstört, aber wahrscheinlich erst nach 1638. Um 1690 wurde ein repräsentativer Neubau im Barockstil errichtet, der 1693 erstmals Erwähnung findet und auf einem Kupferstich von Michael Wening von 1710 abgebildet ist. Zu dieser Zeit ist die Hofmark, bestehend aus Schloss und umliegender Bebauung, als Wasenharpach oder Hackenharpach bekannt. Der Kupferstich zeigt eine stattliche Vierflügelanlage mit zahlreichen Zwiebeltürmchen, umgeben von einer Weiheranlage. Das Schloss befand sich am Kreuzungspunkt der beiden Ortsstraßen in der Dorfmitte, etwa hundert Meter südwestlich der Dorfkirche im Bereich der Schloßstraße 10 und 12.